# Simon van Leeuwen

Simon van Leeuwen (1625-1682)

Simon van Leeuwen (Leiden, 17 oktober 1626 - aldaar, 14 januari 1682) was een rechtsgeleerde in de 17de eeuw. Hij studeerde letteren en beide rechten aan de Universiteit van Leiden, hij promoveerde op 23 september 1649 tot doctor in de rechten. Op 4 november van dat jaar legde hij de eed als advocaat af in den Den Haag, waar hij zaken voerde voor het Hof van Holland en de Hoge Raad van Holland, Zeeland en West-Friesland.
Nadat hij in 1652 in de door Leiden gekochte heerlijkheid Zoeterwoude als secretaris was aangesteld, ging hij als advocaat in Leiden werken. Daar werd Van Leeuwen in 1669 gekozen tot kapitein van de schutterij en in 1670 tot lid van de vroedschap. Het lukte niet om tot schepen te worden verkozen, daarbij speelden Van Leeuwens politieke voorkeuren hem parten. Door zijn stadhoudersgezinde houding tijdens het rampjaar 1672 had hij zijn krediet bij de Leidse regenten verspeeld. Na het einde van het eerste stadhouderloze tijdperk in 1672 kon hij evenmin op steun van de Prins rekenen, vanwege zijn omgang met Pieter de la Court, een criticus van het stadhouderschap en schrijver van anti-orangistische pamfletten.
Aan het einde van zijn leven, in 1681, werd Van Leeuwen benoemd tot substituut-griffier bij de Hoge Raad der Nederlanden, hij stierf op 14 januari 1682.

## Rechtsgeleerde werken
Van Leeuwen was zeer productief op het gebied van rechtsgeleerde werken en vond daarvoor een groot lezerspubliek. Hij schreef een van de eerste alomvattende overzichtswerken van het in Holland geldende recht in het Nederlands, na de Inleidinge van Hugo de Groot (1631): Rooms-Hollands-Regt, waar in de Roomse wetten, met het huydendaagse Neerlands regt, in alles dat tot de dagelijkse onderhouding kan dienen, met een bysondrekortheit, so wel in de vaste Regts-stoffen, als in de manier van Regts-vordering over een gebragt werden. Het werk verscheen voor het eerst in 1664 en telde 625 pagina’s. Het werd tussen 1664 en 1676 drie maal werd herdrukt. Vanaf 1676 verschenen ‘hersteld, ende vermeerderd’ nog eens zeven uitgaven. In de jaren 1780-1783 verscheen een tweedelige, editie met annotaties van Cornelis Wilhelm Decker. 
Tot het einde van de 18de eeuw werd zijn werk veel vertaald en vormde mede de basis voor de latere Nederlandse wetboeken. Zij werden ook in Zuid-Afrika gebruikt.
Een bronzen beeld van hem gemaakt door Hildo Krop staat bij het gebouw van de Hoge Raad aan het Korte Voorhout, Den Haag.

## Boekpublicaties
- 1652: Paratitula iuris novissimi
- 1657: Notarius publicus, dat is, de practycke ende oeffeninge der notarissen. Waer inne by maniere van examinatie voor-gestelt ende verhandelt wert, alle het gunt een notaris, soo in generale wetenschap ende kennisse van de natuyr ende wetenschap van allerhande contracten ...Bevat ook: Woord-boeck, waer in alle de kunst-woorden des notarischaps, mitsgaders andere vreemde, soo Latijnsche als Fransche woorden werden verduytscht. - Desen lesten dr. meer als met de heft verm. ... / hier is noch by-gevoeght een tafel van alle de kunst-woorden der rechts-geleertheyt door Hugo de Groot ...
- 1664: Het Rooms-Hollands-Regt, waarin de Roomse Wetten met het huydendaagse Neerlands Regt, in byzondere kortheit, so wel in vaste Regts-stoffen, als in de allerhand Ordonnantiën, Placaten, Hand-vesten, Keuren, Gewoonten, en gewijsdendeser en omliggende Landen, bevestigt. (PDF download)
- 1666: Manier van procederen in civile en criminele saaken
- 1672: Korte besgryving van het Lugdunum Batavorum nu Leyden, Leiden 1672
- 1677: Proces Crimineel
- 1678: Censura Forensis theoretico-practica
- 1685: Batavia Illustrata

## Galerij

Cornelis Cau, Simon van Leeuwen e.a.: Groot placaet boeck, 1664
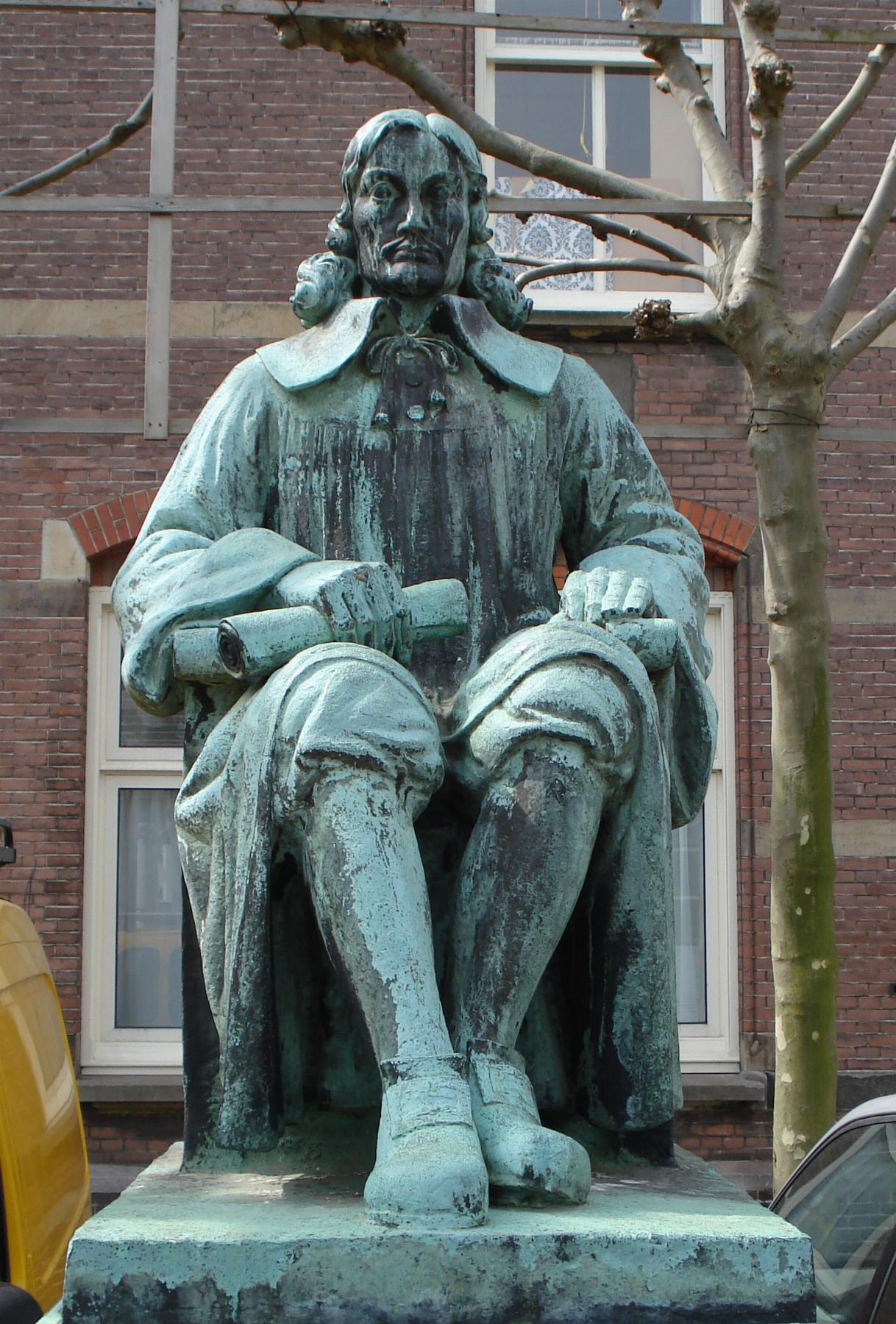
Beeld voor de Hoge Raad.